# 炸面包
炸面包（英語：Fried bread）是指经油炸的面包。

## 营养
用黄油煎过的面包约有180卡路里热量。脂肪含量极高。

## 各地情况

### 不列颠诸岛
英式早餐通常包括用油、黄油、猪油或培根脂肪煎制。在北爱尔兰，阿尔斯特炸食可能包括炸苏打面包。

### 美国
在美国，吐司在早餐时更受欢迎。但仍会有人制作炸面包（特别是法式吐司），但有时面包仅以黄油煎制。